# Giacomo Tebaldi
Giacomo Tebaldi   (Roma, segle XV - Roma, 4 de setembre de 1466) fou un cardenal i arquebisbe catòlic italià.

## Biografia
Nascut en una família noble romana, de Marco i Ventura Tebaldi, va estudiar dret civil i va ser governador de Spoleto i més tard de Perusa. El seu germà Simone era el metge personal del Papa.
Nomenat bisbe de Montefeltro el 5 de juny de 1450, va ser ascendit a la seu metropolitana de Nàpols el 3 d'agost de 1458, però va dimitir el novembre següent.
El papa Calixt III el va nomenar cardenal al consistori del 17 de desembre de 1456, i va rebre el títol cardenalici de Sant'Anastasia el 24 de gener següent.
Escollit camarlenc del col·legi de cardenals per l'any 1458, participà en el conclave de 1458, que va triar el papa Pius II i en el conclave de 1464, que va triar el papa Pau II.
Va morir a Roma el 4 de setembre de 1466 i va ser enterrat a la basílica de Santa Maria sopra Minerva.